# Costa del Azahar
Costa del Azahar (kat. Costa dels Tarongers) – region turystyczny w Walencji (Hiszpania), obejmujący wybrzeże śródziemnomorskie między przylądkiem Cabo de Nao a ujściem Ebro.
Znajdują się tu kąpieliska morskie: El Saler, Benicasim, Vinaroz. Jest to również znany obszar uprawy drzew pomarańczowych.